# Tschilu-tschor tschaschma

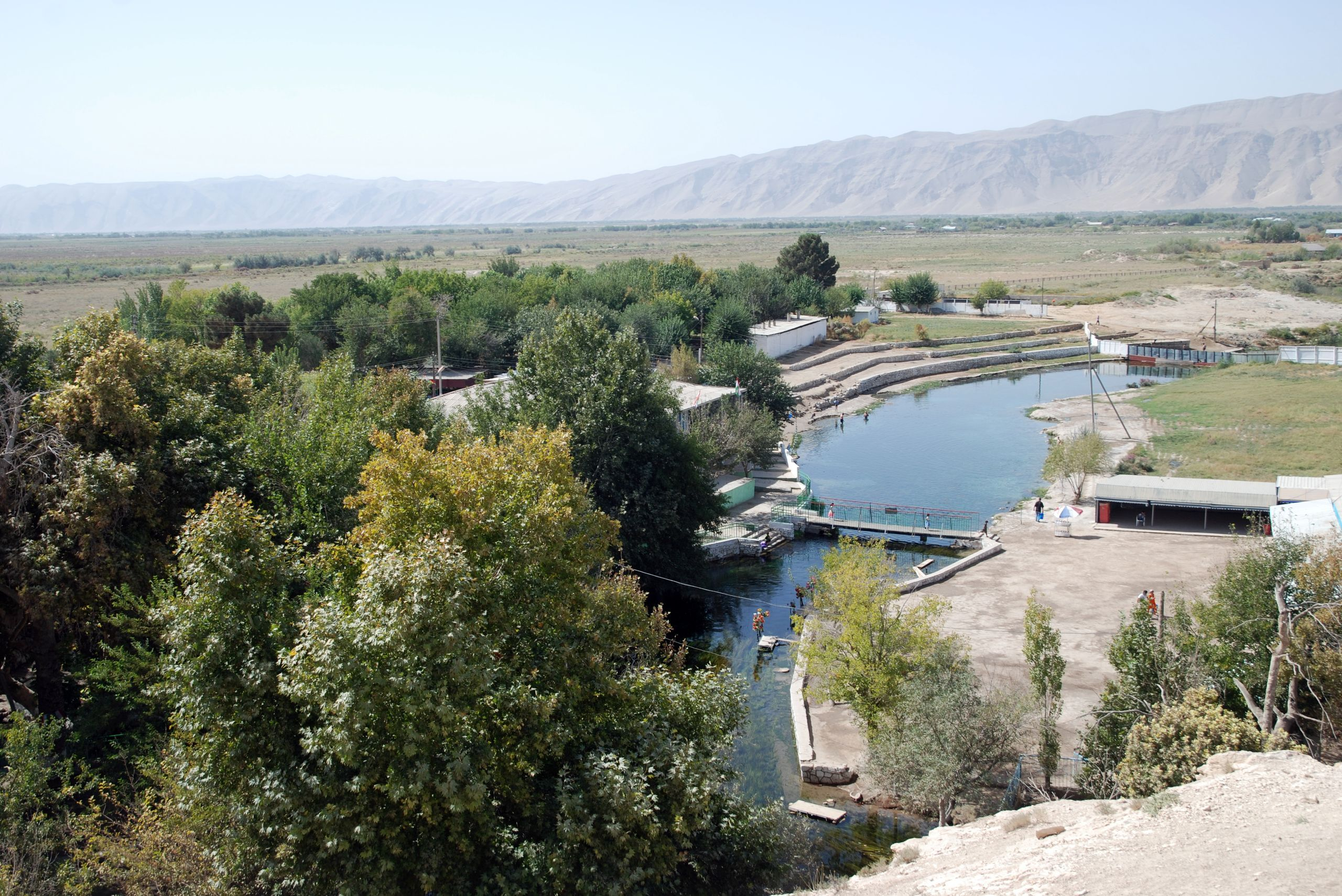
Von der Anhöhe nach Westen. Im Vordergrund die Quellen unter Bäumen, hinter der Brücke der Badeplatz.

Tschilu-tschor tschaschma (tadschikisch Чилу чор чашма, „44 Quellen“,andere Umschriften Chiluchorchashma, Chashma chehel o chahor) ist ein ganzjährig viel besuchtes Pilgerzentrum und ein Picknickplatz unter Bäumen in der Nähe der Stadt Schahritus im äußersten Südwesten Tadschikistans. Das zu einem Teich gefasste Quellwasser gilt nach einer islamischen Legende als heilkräftig.

## Lage
Koordinaten: 37° 17′ 38,7″ N, 68° 2′ 18,8″ O
Tschilu-tschor tschaschma liegt auf einer Höhe von 381 Metern in einem flachen Tal acht Kilometer westlich der Kleinstadt Schahritus in der Provinz Chatlon. Von Schahritus, das auf 367 Metern Höhe im von Norden nach Süden verlaufenden Tal des Kofarnihon liegt, führt die Asphaltstraße über eine flache, kahle Hügelkette in ein Paralleltal. Das Pilgerzentrum ist 200 Meter südlich der Straße zu sehen, kurz vor einer Kurve, nach welcher die Straße in der Talebene an einigen kleinen Siedlungen vorbei nach Norden führt. An der Kurve zweigt eine andere Straße quer durch das Tal nach Westen bis zum Dorf Beschkent ab, das am Fuß der das Tal entlang der usbekischen Grenze abschließenden Tujuntoj-Kette liegt. Das Beschkent-Tal ist 70 Kilometer lang und 5 Kilometer breit. Es ist das heißeste Gebiet Tadschikistans mit Durchschnittstemperaturen im Januar von 3 Grad und im Juli von 31 Grad. Im Jahresdurchschnitt fallen nur 140 Millimeter Niederschlag.
In der ersten Hälfte des 20. Jahrhunderts wurde mit einem sowjetischen Entwicklungsplan die Steppenlandschaft des Tals durch die Anlage von Bewässerungskanälen für die Landwirtschaft teilweise nutzbar gemacht. Auf den Feldern der Umgebung gedeiht Baumwolle, Getreide und Gemüse. Einige Felder werden mit dem Wasser der Quelle bewässert, das in kleine Kanäle (arik) aufgeteilt nach Süden abgeleitet wird. Knapp einen Kilometer westlich liegt die aus wenigen Häusern bestehende Streusiedlung Tasch-Kuprjuk zwischen den Feldern. An der Nordseite reichen die Ausläufer der vegetationslosen Hügel bis an die Quelle.

## Anlage

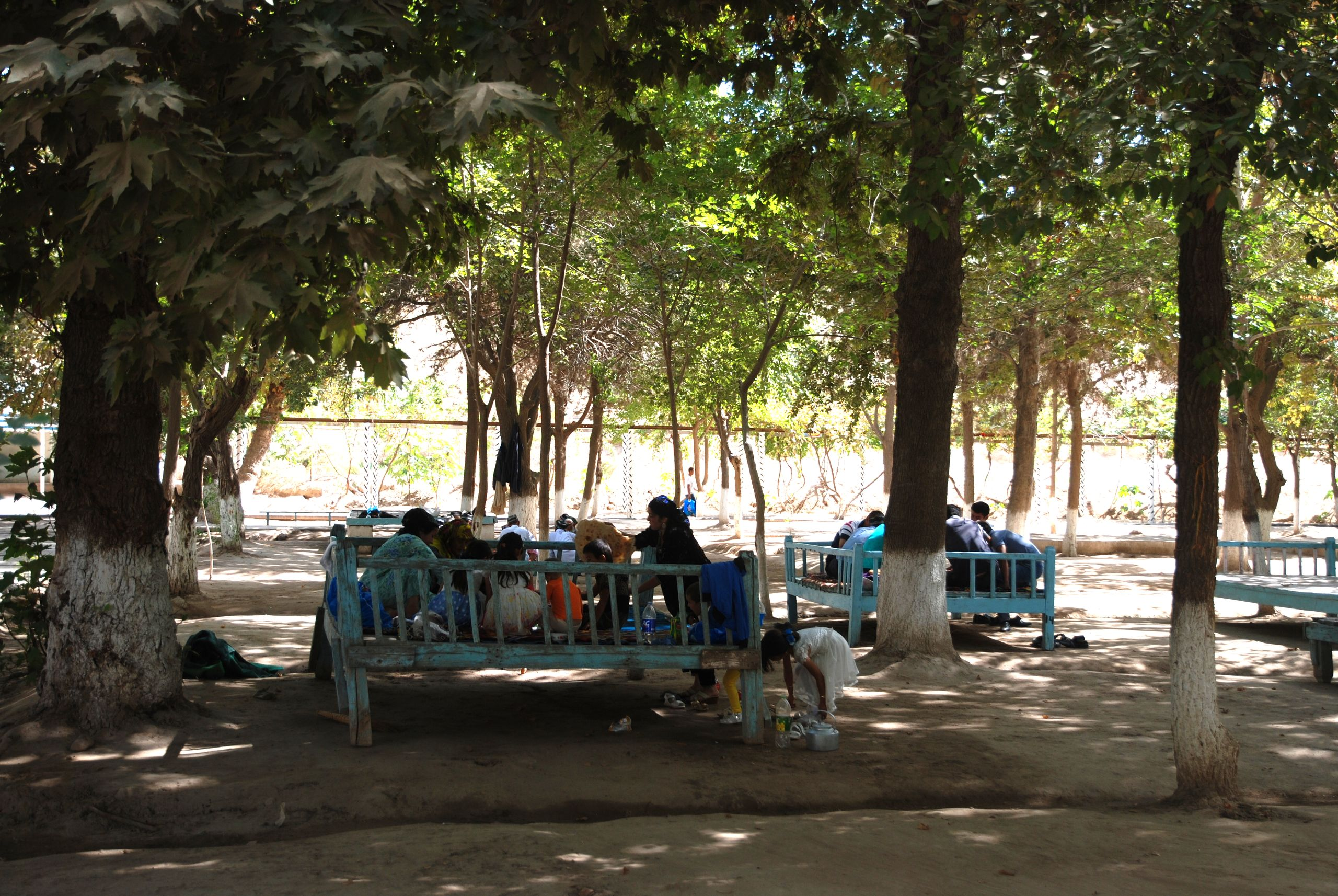
Familienpicknick auf einem Taptschan

Der Pilgerort wird ganzjährig besucht, besonders jedoch in den heißen Sommermonaten zwischen Juni und September, wenn sich die Picknickplätze unter den grünen, Schatten spendenden Maulbeerbäumen und Weiden als kühle Oase inmitten der kahlen ausgetrockneten Umgebung anbieten. Jede Familie lagert auf einem der Holzgestelle (Taptschan), die in mehreren Reihen unter den Bäumen aufgestellt sind. Es gibt Waschplätze und Kochstellen, an denen die Familien ihr mitgebrachtes Essen zubereiten können, und ein Teehaus (tschoichona). Ein Gästehaus bietet Übernachtungsmöglichkeiten in mehreren großen Zimmern.
Wenige Meter südlich des Picknickgeländes entspringen fünf Quellen am Fuß eines kleinen Hügels, die an 39 Stellen aus den Ritzen eines zerklüfteten Kalksteinfelsens hervortreten und so die Zahl von „44 Quellen“ rechtfertigen. Das Quellwasser tritt mit ganzjährig konstant 14 °C hervor, die gesamte Wassermenge beträgt 1500 Liter/Sekunde. Das Wasser stammt aus dem Kofarnihon, von dem es durch eine tektonische Störung im paläogenen Kalkstein unterirdisch abfließt.

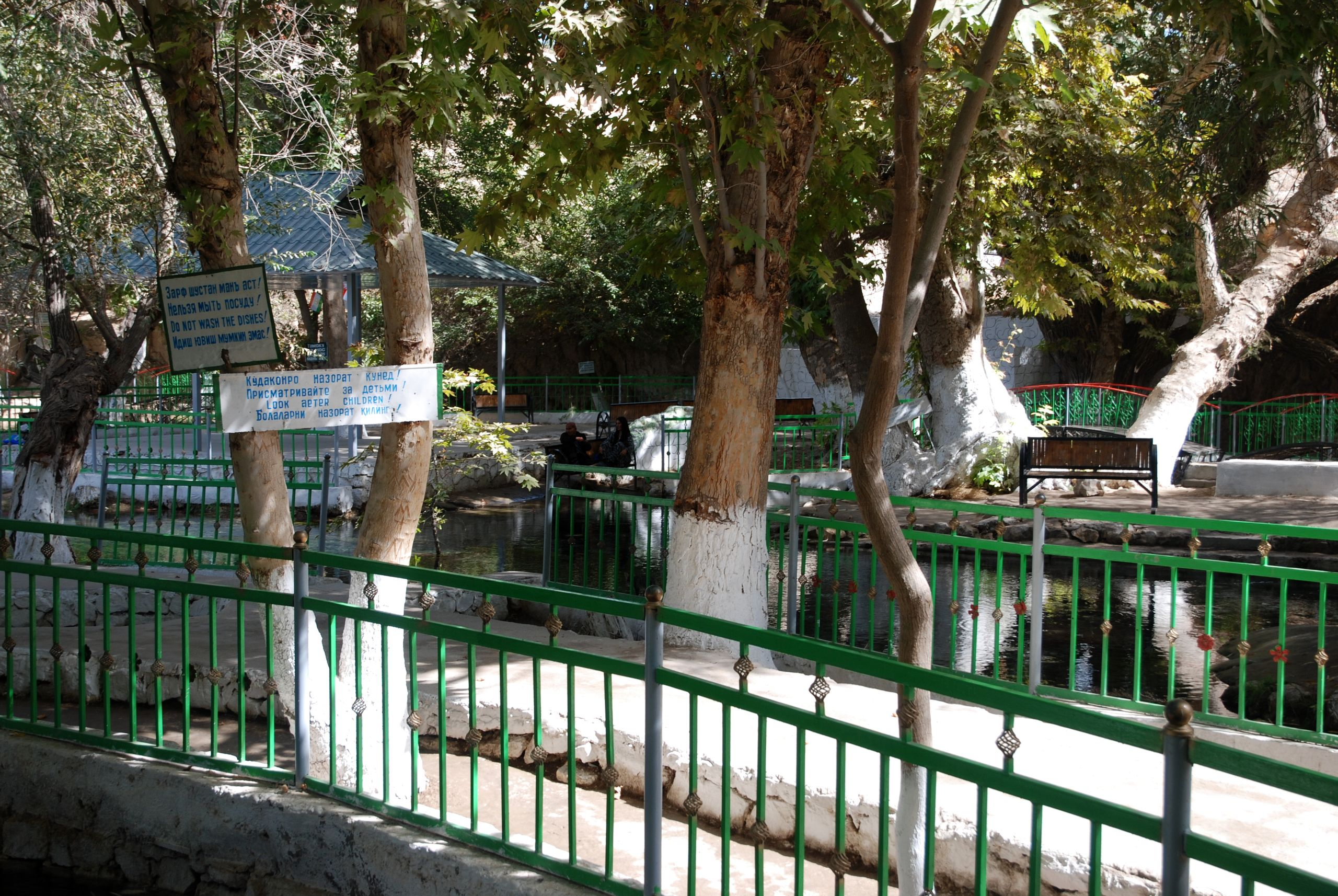
Bereich der Quellen

Die Quellen bilden einen Felsteich mit glasklarem Wasser, dessen Temperatur 18 bis 20 °C beträgt. Das Wasser fließt zunächst in einem 12 bis 13 Meter breiten Kanal nach Westen. Der Hauptkanal verlässt nach 100 Metern den Umfassungszaun des Pilgerplatzes und wird zu einem verschilften Flusslauf, der sich nach weiteren 200 Metern verengt. Im Bereich der Quelle leben zahlreiche Fische, die in dichten Schwärmen herumziehen und nicht gefangen werden dürfen. Die Fische entfernen sich nicht weiter als etwa 800 Meter von der Quelle. Die drei hauptsächlichen Spezies sind Varicorhinus heratensis Steindachneri, die auch im Serafschan vorkommt, Alburnoides bipunctatus eichwaldi und Karpfen (Cyprinus carpio), die alle zur Familie der Karpfenfische (Cyprinidae) gehören.
Über die kleinen Buchten des Felsteichs, in denen die einzelnen Quellen entspringen, spannt sich ein Netz von Fußgängerbrücken und Wegen. Der Teich darf nicht verunreinigt und sein Wasser nur zum Trinken entnommen werden. Hierzu verkaufen Händler leere Plastikflaschen. Das Wasser gilt als heilkräftig und soll je nach Quelle gegen unterschiedliche Beschwerden helfen, etwa gegen Nasenbluten, Schlangenbiss, Unfruchtbarkeit, Kopfschmerzen, Bluthochdruck, Herz- und Leberkrankheiten. Jenseits einer Brücke über den Kanal, noch innerhalb des Picknickgeländes, besteht für Männer eine Badegelegenheit. Außerhalb der Anlage hat das Wasser seine Heilkraft eingebüßt.
Von der Quelle führen Treppen zu einer Anhöhe hinauf, auf deren Gipfel ein Mausoleum, persisch gumbaz (entspricht arabisch qubba) steht. Im Gebäude wird ein über fünf Meter langes Kenotaph verehrt, das Kambar Bobo (auch: Bobokamber) gewidmet ist. Er gilt als der Pferdeknecht Hazrat Alis (um 600–661), der Vetter und Schwiegersohn des Propheten Mohammed und Kalif war. Der heilige Kambar Bobo soll aus einer syrischen Familie stammen. Eine übernatürliche Körpergröße steht symbolisch für die besondere Heiligkeit des Verehrten. Die Islamisierung des heutigen Tadschikistan begann erst unter den Umayyaden ab dem 8. Jahrhundert.

## Bedeutung

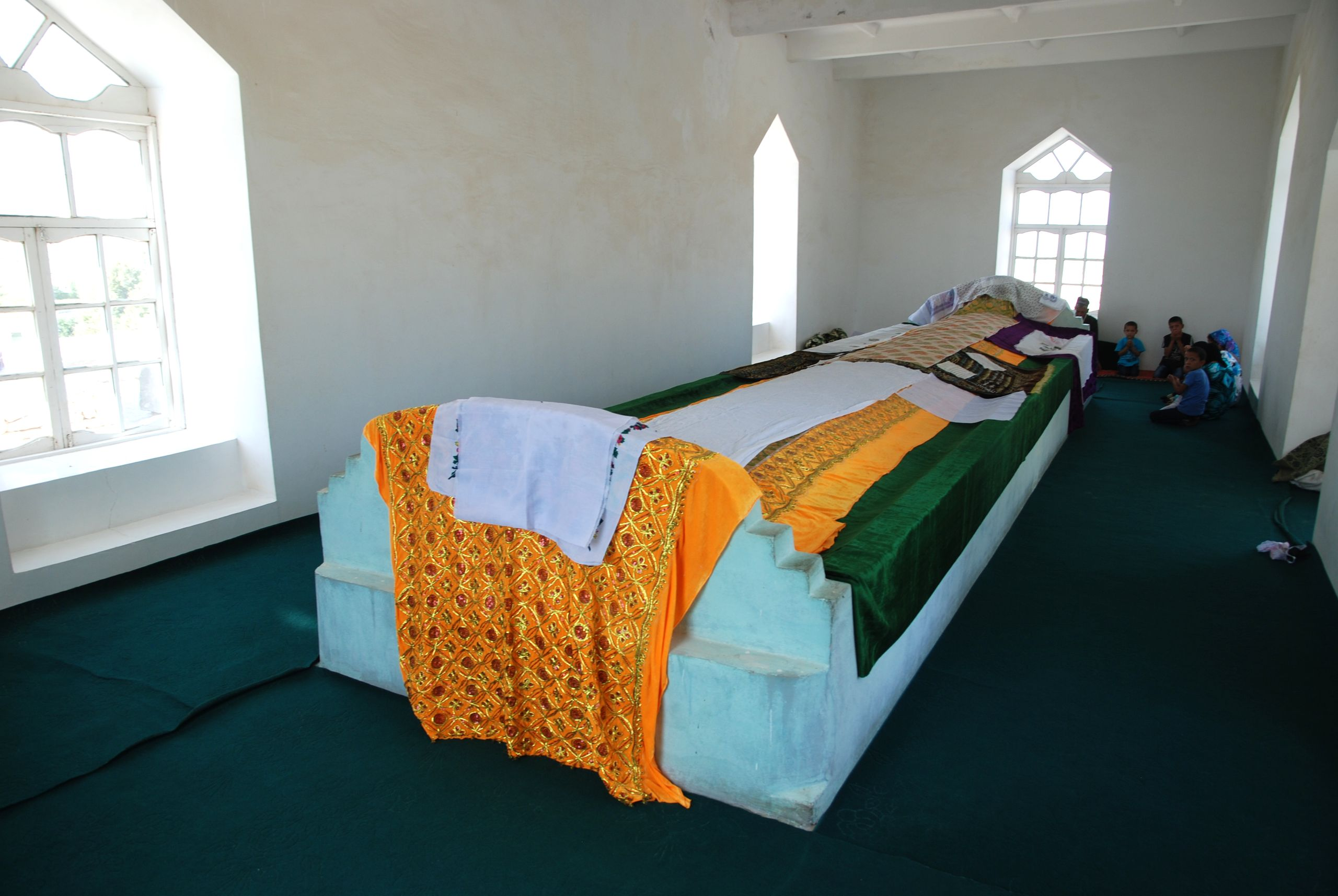
Mausoleum des Kambar Bobo

Marco Polo soll 1376 den Ort besucht und prophezeit haben, dass ein großer (heiliger) Baum noch in 500 Jahren hier stünde. Tatsächlich gibt es einen heiligen Baum am Teich, in dessen Zweige Pilger weiße Stofffetzen binden, damit ihre Wünsche erfüllt werden. Bis 1961 war Tschilu-tschor tschaschma ein bedeutendes überregionales Pilgerziel. Später verbot die sowjetische Führung die Verehrung, die nach der Unabhängigkeit Tadschikistans 1991 wieder möglich wurde.
Gemäß einer der Legenden, mit denen die magisch-religiöse Bedeutung des Ortes erklärt wird, reiste Hazrat Ali mit seinen Soldaten durch den trockenen Landstrich. Alle waren durstig und hatten nichts zu trinken, besonders Kambar Bobo, der verletzt war, litt großen Durst. Ali flehte in der Nacht um göttlichen Beistand und am nächsten Morgen berührte er 44 Mal mit seinen Fingerspitzen den Boden, sodass die Wasser der Quelle hervorkamen. Dadurch wurde Kambar Bobo geheilt.
Nach einer Variante dieser Legende war Ali in der Gegend unterwegs, um den Islam zu predigen. Während seines Aufenthalts trocknete der nahegelegene Fluss aus. Ali verfluchte deshalb den Fluss und gab ihm den Namen Kofarnihon, „ungläubiger Fluss“ (von arabisch kāfir, „Ungläubiger“). Als Ali am heutigen Ort angekommen war, sandte er ein Gebet zu Allah, in welchem er um Wasser bat. Anschließend berührte er mit fünf Fingern die Erde und sogleich strömten fünf Quellen heraus.
Die nichtstaatliche Pilgerstätte wird von einem islamischen Würdenträger (Scheich) verwaltet, der, um seinen Anspruch zur Leitung der meistbesuchten und damit finanziell einträglichsten islamischen Stätte im Südwesten des Landes zu rechtfertigen, eine einwandfreie Abstammungskette (arabisch silsila) dokumentiert in einem Abstammungsbuch (schajaranoma, von arabisch schajara, „Baum“ und noma, nāma, tadschikisch/persisch „Buch“) benötigt. Es gibt eine Auseinandersetzung zwischen dem gegenwärtigen Scheich von Tschilu-tschor tschaschma und einem weiteren islamischen Würdenträger, der aus einem anderen Dorf in der Umgebung von Kubodijon wie jener stammt und ebenfalls Anspruch auf die Leitung der Pilgerstätte erhebt, indem er seine religiöse Herkunft auf ʿAbd al-Qādir al-Dschīlānī (1077/78–1166), den Begründer des Qādirīya-Ordens zurückführt.